# Red Bull RB7
El Red Bull RB7 es un coche de Fórmula 1 diseñado por Adrian Newey para el equipo Red Bull Racing. Fue pilotado por Sebastian Vettel y Mark Webber en la temporada 2011 de Fórmula 1.
Este modelo fue apodado "Kinky Kylie" (Pervertida Kylie) por Sebastian Vettel, manteniendo la costumbre adoptada por años anteriores. El equipo le regaló el RB7 a Sebastian Vettel por ganar el mundial de pilotos.

## Presentación
El Red Bull RB7 fue presentado el 1 de febrero de 2011 en el Circuito de Cheste. La presentación consistió en un acto ante la prensa donde destaparon el monoplaza e hicieron una sesión de fotos. Fue puesto en pista por primera vez ese mismo día por el vigente campeón Sebastian Vettel, terminando 1º en la primera sesión de pruebas. El RB7 es considerado uno de los mejores coches de Fórmula 1 de la historia.

## Polémica
El Red Bull RB7 causó mucha polémica entre los equipos al descubrir que gran parte de su extraordinario rendimiento provenía del uso de un difusor soplado, sistema consistente en mantener un flujo constante de aire de los escapes hacia los difusores en frenada, lo cual generaría una gran fuerza descendiente, que aumentaba su estabilidad en curva. El difusor soplado fue prohibido únicamente en el Gran Premio de Gran Bretaña, donde ganó Fernando Alonso.
Además, hubo mucha polémica asimismo por la diferencia de rendimiento entre la clasificación y la carrera, debido al uso de distintos mapas motor (configuraciones de motor) entre ambas. Esto se hizo patente en la imposibilidad de la utilización del KERS (Kinetic Energy Recuperation System, sistema de recuperación de energía cinética) en las primeras carreras del calendario, puesto que el mapa motor agresivo no contemplaba el aumento de temperatura que suponía para el motor el uso de este dispositivo, habiendo riesgo de incendio en caso de emplearlo.

## Resultados
(Clave) (negrita indica pole position) (cursiva indica vuelta rápida)
| Año  | Motor                    | Neu. | N.º | Pilotos          | 1   | 2   | 3   | 4   | 5   | 6   | 7   | 8   | 9   | 10  | 11  | 12  | 13  | 14  | 15  | 16  | 17  | 18  | 19  | Puntos | Pos. |
| ---- | ------------------------ | ---- | --- | ---------------- | --- | --- | --- | --- | --- | --- | --- | --- | --- | --- | --- | --- | --- | --- | --- | --- | --- | --- | --- | ------ | ---- |
| 2011 | Renault RS27-2011 2.4 V8 | P    |     |                  | AUS | MYS | CHN | TUR | ESP | MON | CAN | EUR | GBR | GER | HUN | BEL | ITA | SIN | JPN | RCO | IND | ABU | BRA | 650    | 1º   |
| 2011 | Renault RS27-2011 2.4 V8 | P    | 1   | Sebastian Vettel | 1   | 1   | 2   | 1   | 1   | 1   | 2   | 1   | 2   | 4   | 2   | 1   | 1   | 1   | 3   | 1   | 1   | Ret | 2   | 650    | 1º   |
| 2011 | Renault RS27-2011 2.4 V8 | P    | 2   | Mark Webber      | 5   | 4   | 3   | 2   | 4   | 4   | 3   | 3   | 3   | 3   | 5   | 2   | Ret | 3   | 4   | 3   | 4   | 4   | 1   | 650    | 1º   |